# Ajiaco
L'ajiaco è una zuppa densa e particolarmente popolare in Colombia.
È uno dei più amati piatti nazionali e ne esistono diverse variabili; la più nota è l'ajiaco bogotano o l'ajiaco santafereño, che prende il nome da Santa Fé de Bogotá (antico nome di Bogotà), capitale della Colombia, dove questo piatto è una tradizione culturale.
Si tratta di una zuppa a base di polpa di pollo, di tre diverse varietà di patate (patate papa criolla, patate papa pastusa e patate papa sabanera) e pannocchie di mais, e aromatizzata con foglie di guasca. Abitualmente la zuppa è servita in una pentola di argilla nera e può essere condita con capperi e panna e accompagnata da una fetta di avocado e riso.
In alcuni paesi dell'America Latina, la parola ajiaco è anche un termine culinario che definisce uno stufato composto di verdure e carne a pezzetti, condito con ají.